# Cataglyphis bicolor
Cataglyphis bicolor es una especie de hormiga del género Cataglyphis, familia Formicidae. Fue descrita científicamente por Fabricius en 1793.
Se distribuye por Argelia, islas Canarias, República Democrática del Congo, Eritrea, Etiopía, Marruecos, Senegal, Irán y Turquía. Se ha encontrado a elevaciones de hasta 1400 metros. Vive sobre terrenos arenosos, árboles, en el forraje y cerca de ríos.
Puede mantener una temperatura corporal de hasta 50 °C.